# On the Go
Pour les articles homonymes, voir USB On-The-Go.
Pour plus de détails, voir Fiche technique et Distribution.
On the Go est un film américain réalisé par Richard Thorpe, sorti en 1925.

## Synopsis
Bill Drake trouve Nell, une jeune femme, évanouie sur la route et la ramène au ranch où il travaille. Evans, le propriétaire du ranch, refuse de l'héberger et Bill la confie alors aux bons soins de Graves, l'entrepreneur de pompes funèbres. Pour rester près d'elle, Bill trouve un travail au magasin général. Tom Evans, le fils du propriétaire du ranch, perd la paye des ouvriers aux cartes et cambriole le magasin pour trouver l'argent correspondant. Bill est accusé, mais il arrive à s'échapper, il retrouve Tom et le conduit au shérif. Pendant ce temps, un détective engagé pour retrouver Nell a prévenu son père, qui est arrivé en ville. Il la ramène en train, mais Bill rattrape le train à cheval, saute par la fenêtre et demande Nell en mariage.

## Fiche technique
- Titre original : On the Go
- Réalisation : Richard Thorpe
- Scénario : Frank L. Inghram[1]
- Production : Lester F. Scott Jr.
- Société de production : Action Pictures
- Société de distribution : Weiss Brothers Artclass Pictures
- Pays de production :  États-Unis
- Langue originale : anglais
- Format : noir et blanc — 35 mm — 1,37:1 — Film muet
- Genre : Western
- Durée : 5 bobines - 1 470 m
- Date de sortie :
  - États-Unis : 4 avril 1925

## Distribution
- Jay Wilsey : Bill Drake
- Helen Foster : Nell Hall
- Lafe McKee : M. Hall
- Nelson McDowell : Philip Graves
- Raye Hampton : Matilda Graves
- Slim Whitaker : Tom Evans
- Louis Fitzroy : M. Evans
- George F. Marion : Eb Moots
- Alfred Hewston : Snoopy O'Sullivan
- Morgan Davis : le shérif